# Cerkiew św. Michała Archanioła w Baku

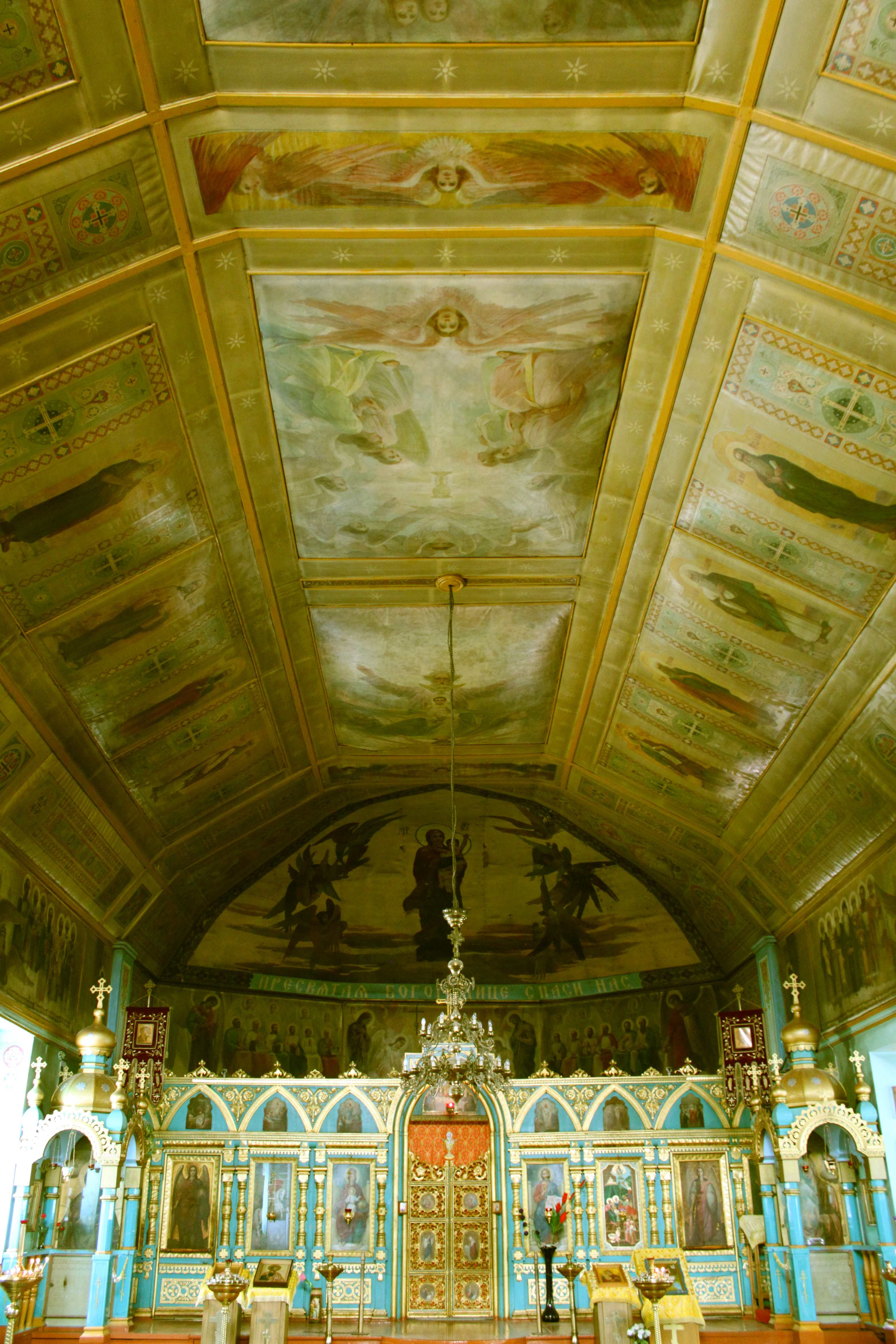
Wnętrze cerkwi

Cerkiew św. Michała Archanioła – najstarsza zachowana do naszych czasów cerkiew prawosławna w Baku. Pierwotnie była to wojskowa cerkiew przeznaczona dla floty kaspijskiej. Obecnie świątynia parafialna, w eparchii bakijskiej Rosyjskiego Kościoła Prawosławnego. 

## Historia
Cerkiew, zwana Flotską, została wzniesiona za pieniądze floty kaspijskiej przed 1850. W jej uroczystym poświęceniu w 1851 uczestniczył car rosyjski Mikołaj I Romanow. 15 sierpnia 1873 została przekazana Saliańskiemu Pułkowi Rezerwy, który stacjonował w dzielnicy Baku – Lenkoranie. Pułk ten opiekował się cerkwią również po przekształceniu go w 21. pułk liniowy, a następnie w 66. bakijski batalion gubernialny oraz po powrocie do dawnej nazwy. Od 1875 cerkiew została przekazana władzom eparchialnym dla przekształcenia w siedzibę parafii. Ostatecznie jednak zmieniono związane z nią plany i zachowano dla niej funkcję cerkwi pułkowej. 
W listopadzie 1891 podjęto prace rekonstrukcyjne w cerkwi, które trwały rok. Restaurację budynku sfinansował za sumę 22 tys. rubli Świątobliwy Synod Rządzący. W czasie przebudowy w cerkwi wymieniono część ikonostasu i wstawiono nowe ikony. Po zakończeniu prac miało miejsce ponowne poświęcenie świątyni. Była ona czynna do fali represji wobec Rosyjskiego Kościoła Prawosławnego w latach 30. Cerkiew została w 1936 zamknięta i zmieniona w internat. Władze stalinowskie zgodziły się na jej zwrot po 10 latach. Od tego czasu jest nieprzerwanie czynna.

## Architektura
Cerkiew reprezentuje styl pskowski. Jest zlokalizowana w trójkondygnacyjnym budynku zwieńczonym sygnaturką z cebulastą kopułą położoną na okrągłym bębnie, w którym znajduje się rząd półkolistych okien. Poniżej dachu położony jest fryz. We wnętrzu cerkwi znajduje się dwurzędowy złocony ikonostas oraz dwie boczne ikony w ozdobnych ryzach. Ściany i sklepienie cerkwi są pokryte freskami. W podziemiach cerkwi w II połowie XX w. urządzono kaplicę św. Bartłomieja. 